# Browningia chlorocarpa
Browningia chlorocarpa es una especie de planta suculenta perteneciente al género Browningia, dentro de la familia Cactaceae. Es endémica de Perú.

## Descripción

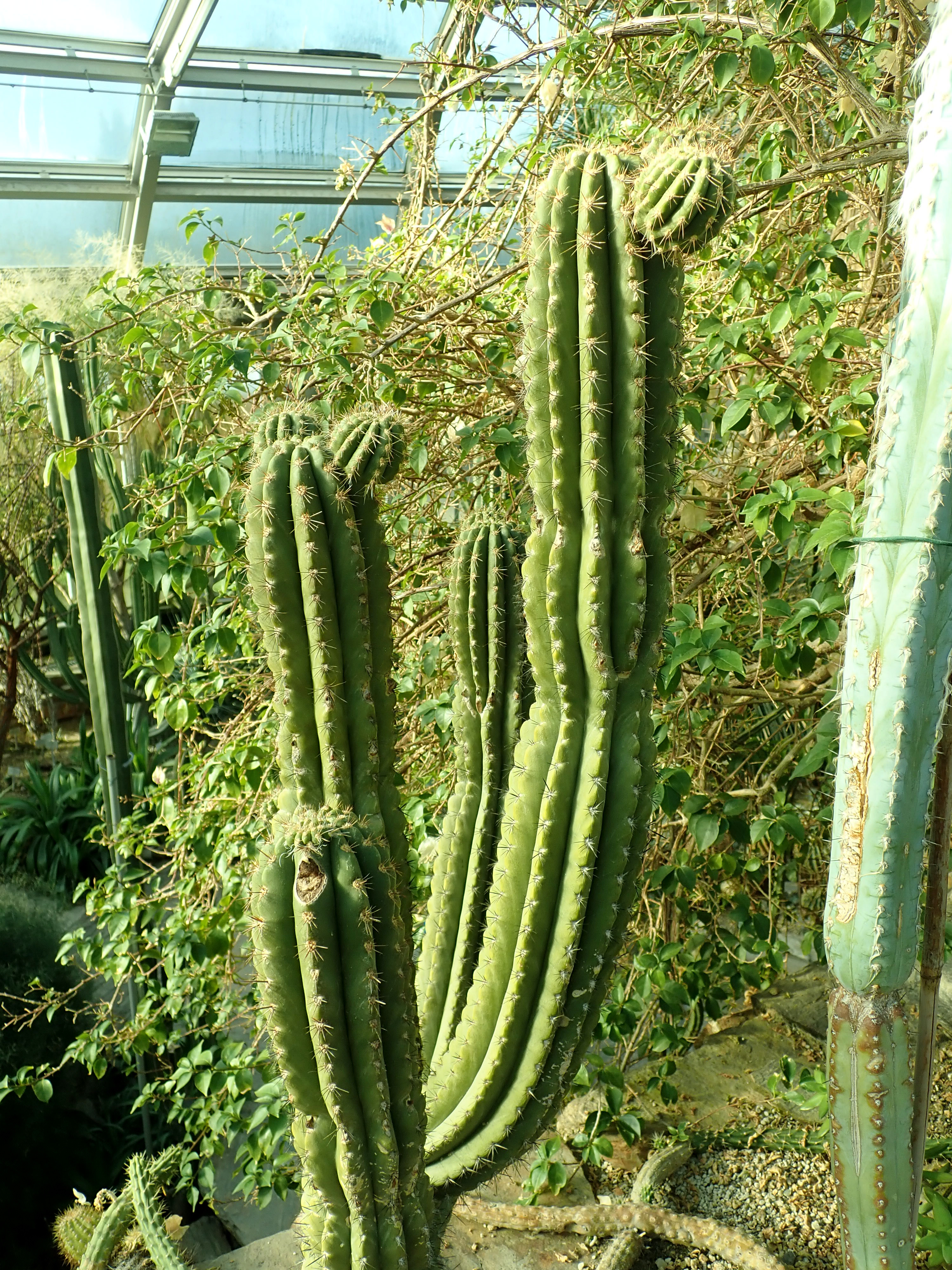
Forma arborescente

Browningia chlorocarpa es una especie de cactus que crece en forma de árbol, alcanzando alturas de 1,5 m o más. Desarrolla un tronco corto sobre el cual se forma una copa densa de tallos cilíndricos muy ramificados de color verde apagado.
Presenta de 9 a 10 costillas que se dividen en tubérculos bajos. Sobre ellas se asientan areolas de color pardusco, con espinas de color marrón a negruzco que se vuelven grises con la edad. Tienen de 1 a 4 espinas centrales de longitud desigual dispuestas transversalmente y que miden de 3 a 6 cm de largo. También hay de 8 a 10 espinas marginales radiales que llegan a medir hasta 1 cm de largo.
Las flores son de color naranja rojizo y se abren por la noche (nocturnas).

## Distribución y hábitat
El área de distribución nativa de esta especie es Perú y crece principalmente en biomas desérticos o de matorrales secos, concretamente en la zona fronteriza de las regiones peruanas de Piura y Cajamarca cerca de Huancabamba.

## Taxonomía
La primera descripción de esta especie fue como Cactus chlorocarpus, publicada en 1823 por el botánico alemán Carl Sigismund Kunth en el libro de botánica Nova Genera et Species Plantarum 6: 67.
Más tarde, el botánico estadounidense William Taylor Marshall trasladó la especie al género Browningia, por lo que pasó a llamarse Browningia chlorocarpa.  Registró estos cambios en la revista científica Cactus and Succulent Journal 17: 114, publicada en 1945.
Etimología
- Browningia: nombre genérico otorgado en honor de Webster E. Browning (1869-1942), exdirector del Instituto Inglés de Santiago de Chile.[5]
- chlorocarpa: epíteto específico que deriva de las palabras griegas cloros (que significa 'verde') y karpos  (que significa 'fruta'), haciendo referencia al color verde de sus frutos.[6]

## Estado de conservación
En la Lista Roja de Especies Amenazadas de la UICN, la especie está clasificada como "Casi Amenazada (NT)".

## Usos
Se cultiva principalmente como planta ornamental y su propagación se realiza normalmente a través de esquejes o semillas.

## Galería

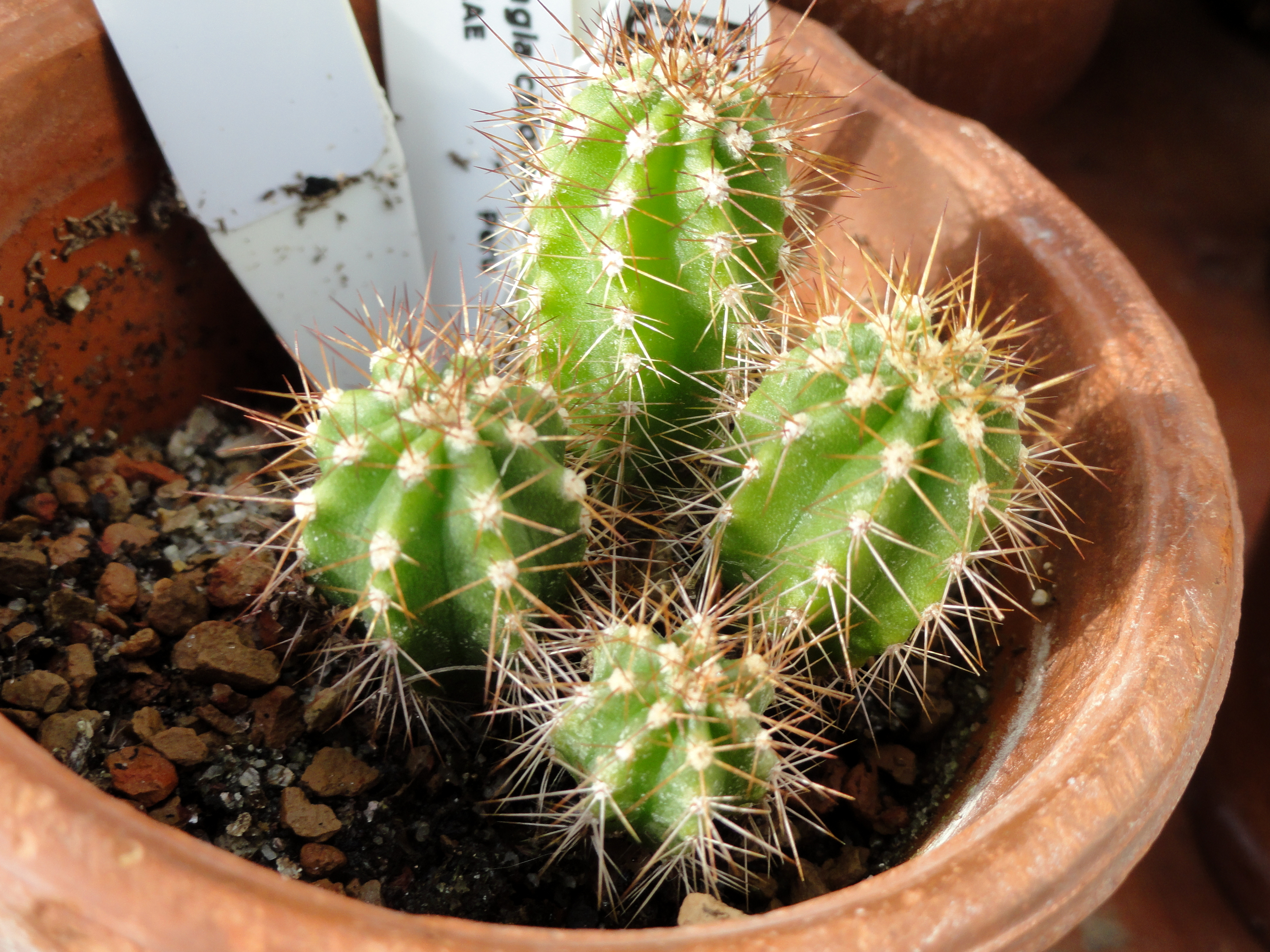
Cultivo en maceta
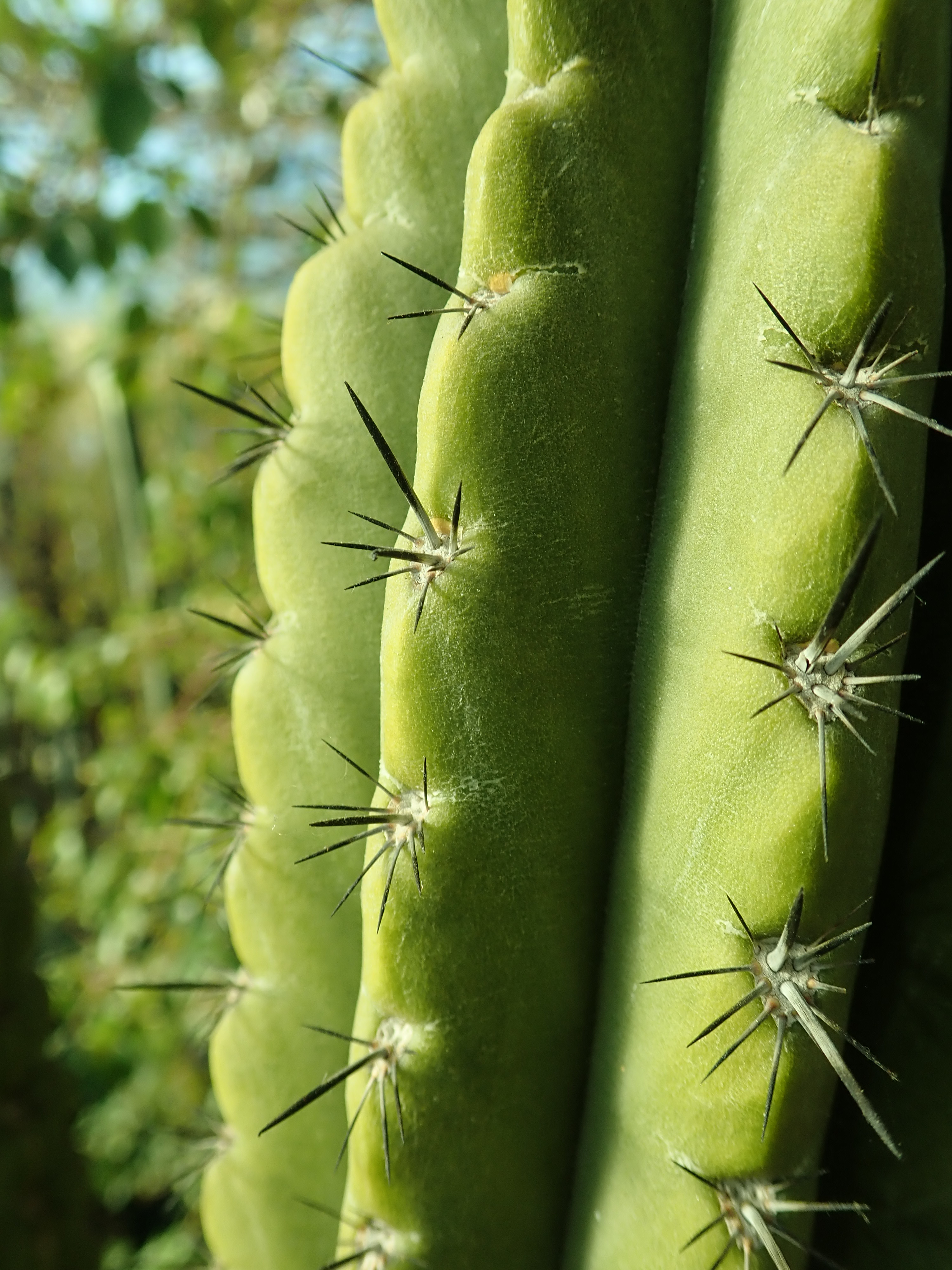
Detalle de las espinas
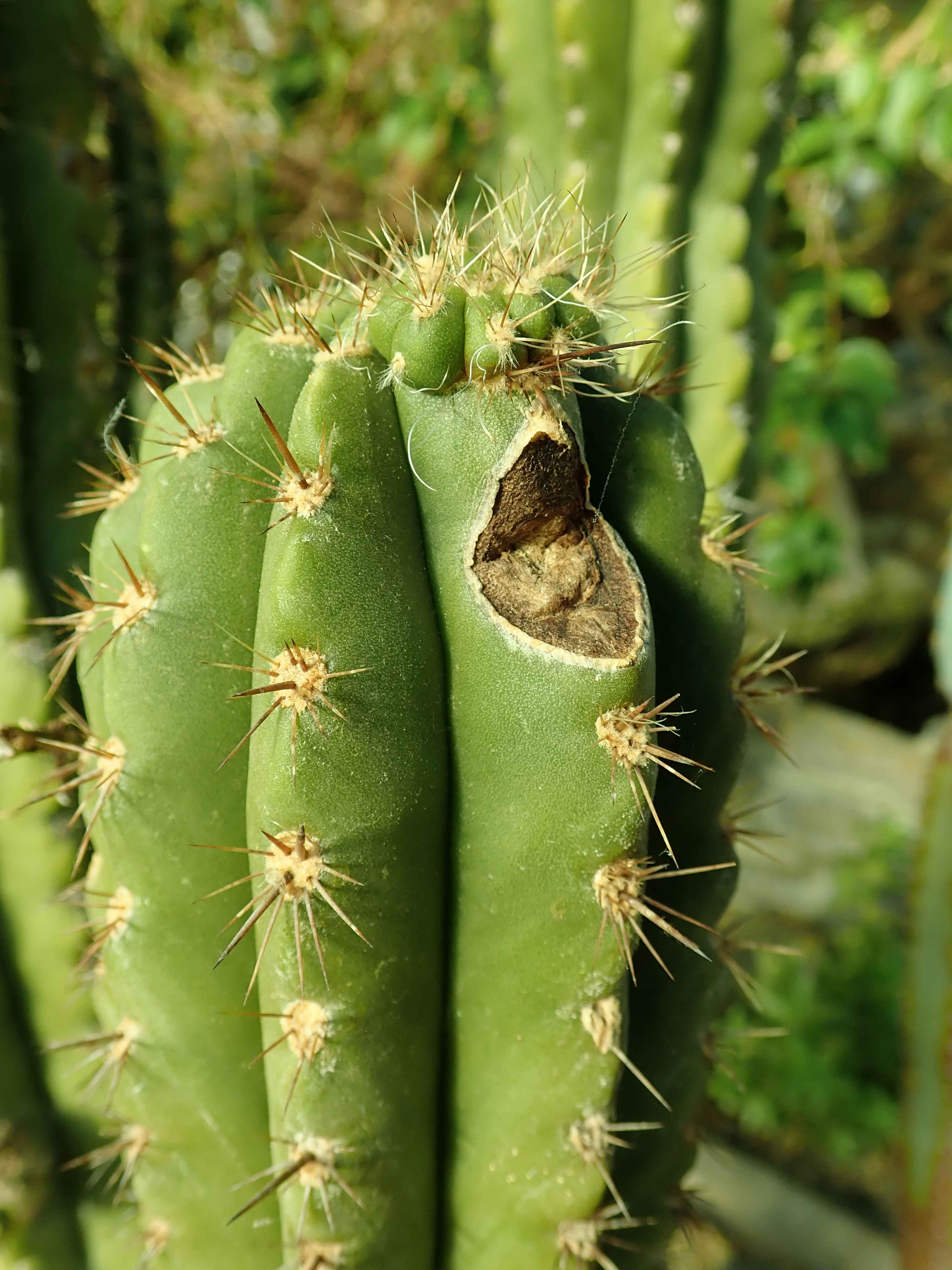
Detalle de una lesión
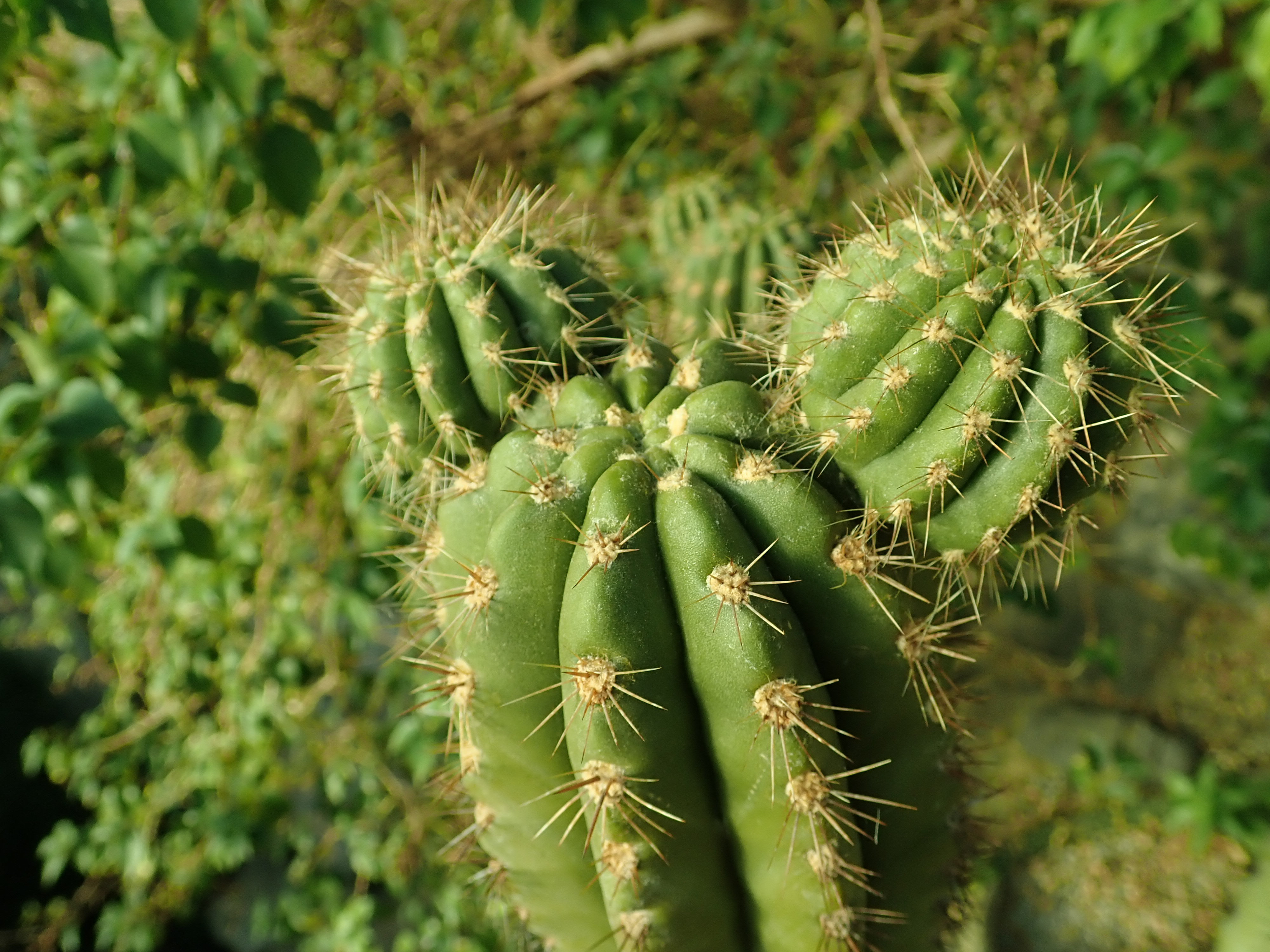
Detalle del ápice
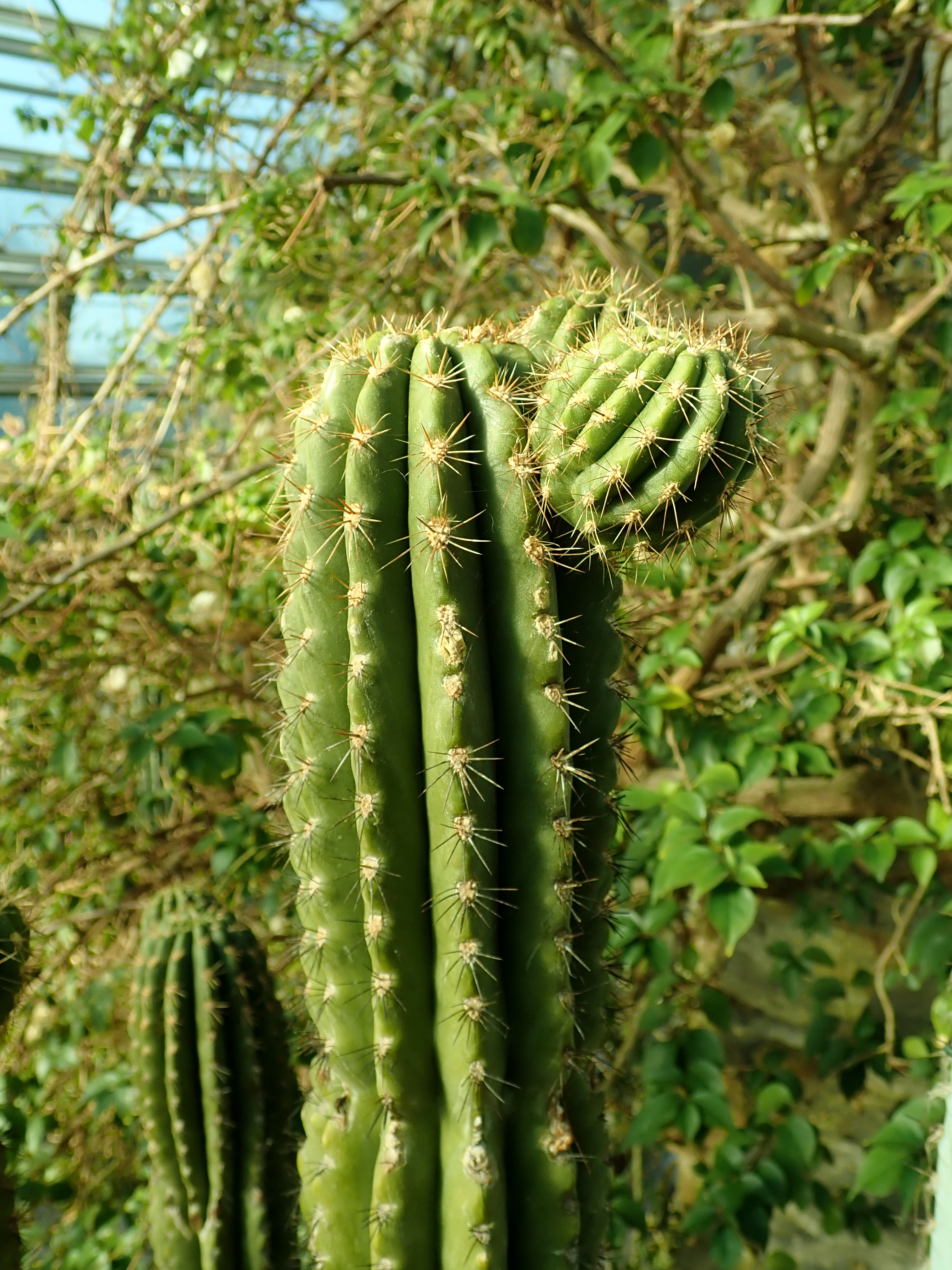
Planta ramificándose